# Marjan Gerasimovski
Marjan Gerasimovski est un footballeur macédonien né le 12 mars 1974.

## Carrière
- 1995-1997 : Cementarnica 55 Skopje  Macédoine du Nord
- 1997-1998 : Vardar Skopje  Macédoine du Nord
- 1998-2001 : Partizan Belgrade  Yougoslavie
- 2001-2002 : Legia Varsovie  Pologne
- 2002-2005 : Cementarnica 55 Skopje  Macédoine du Nord

## Sélections
- 9 sélections et 0 but avec l'équipe de Macédoine de 1999 à 2000.